# Tan-Ruhurater II.
Tan-Ruhurater II. war ein elamitischer König. Er ist bisher nur von einem Rollsiegel her bekannt, das ihn als König von Susa und Anzan bezeichnet. Das Siegel ähnelt einem Rollsiegel des Kidinu und datiert daher in etwa in die gleiche Zeit (etwa 1500 – 1350 v. Chr.).
Siehe: Liste der Könige von Elam